# Schutzberg
Schutzberg (in manchen Quellen auch Glogowatz / Glogovac or Ukrinskilug genannt) war eine bedeutende deutschsprachige Siedlung östlich von Prnjavor (Bosnien) im Norden Bosnien und Herzegowina, die zwischen 1895 und 1942 bestand.

## Geschichte
Im Zuge der Besetzung Bosniens durch Österreich-Ungarn (siehe auch Budapester Vertrag) wurden die Gebiete um Prnjavor 1878 dünn besiedelt vorgefunden. Daraufhin wurden Anstrengungen unternommen, um neue Siedler aus anderen Teilen der Donau-Monarchie anzuziehen. Diese waren erfolgreich, so dass bald Italiener, Ukrainer, Slowaken und Polen, aber vor allem deutschsprachige Siedler aus Österreich, Böhmen und Ungarn die Gegend besiedelten. Die Gemeinde Prnjavor wurde daraufhin im Volksmund „Klein Europa“ genannt.
Das Dorf Schutzberg wurde im Jahre 1895 von verschiedenen deutschsprachigen Gruppen gegründet: Donauschwaben und andere deutsche Siedler aus Slawonien, Galizien, der Bukowina, Ungarn und Württemberg.
Diese Kolonisten gaben der Siedlung den Namen Schutzberg, in den anderen Sprachen wurde sie Ukrinskilug, Glogowatz und Glogovac genannt. Sie übernahmen moderne Agrartechniken, die hohe Erträge ermöglichten. Der Ort lag ursprünglich im versumpften Waldgebiet des Flusses Ukrina, wo es nach starken Unwettern immer wieder verheerende Überschwemmungen gab, wonach die Siedlung 1902/1903 auf den nahen Höhenrücken Glogovac (Dornenberg) verlegt wurde und ein „Reihendorf“ bildete, das sich fast 7 km über den Höhenrücken erstreckte.
Mit dem Ende der Donaumonarchie 1918 endete die Immigration nach Schutzberg. Im Zweiten Weltkrieg wurde in Gebieten kollaborierender Regime bei zunehmendem Kontrollverlust die Evakuierung von Volksdeutschen angestrebt. Dies nahm die Volksdeutsche Mittelstelle nach einem Vertragsschluss des NS-Staates mit der faschistischen Ustascha-Bewegung des Unabhängigen Staates Kroatien am 30. September 1942 auch in Bosnien in Angriff.
Daraufhin zogen SS-Verbände durch die Ortschaften. Zu diesem Zeitpunkt zählte der Ort rund 1300 Einwohner und stellte eine vergleichsweise größere ländliche Siedlung dar. Am  6. November 1942 erfolgte daraufhin die Evakuierung der deutschsprachigen Bevölkerungsteile in Sammellager rund um Lodz (damals Litzmannstadt), wohin fast alle der knapp 20.000 Bosniendeutschen evakuiert wurden. Geplant war eine Neuansiedlung im Gebiet um die polnische Stadt Zamosc, etwa 300 km südöstlich von Lodz. 1944 machte das Näherrücken der Front jedoch alle Ansiedlungsprojekte zunichte, so dass die Bosniendeutschen aus den Litzmannstädter Lagern ins „Altreich“ verbracht wurden, wobei ehemalige Ortsgemeinschaften meist unzusammenhängend und verstreut angesiedelt wurden.
Nach Ende des Krieges war ein Großteil des Charakters als deutsche Siedlung verschwunden. Die Ortschaft wurde neubesiedelt.